# 反內布拉斯加運動
反內布拉斯加運動（英語：Anti-Nebraska movement）是美國政治史上的一个政治同盟，旨在反對1854年通过的《堪薩斯-內布拉斯加法案》及其中廢除《密蘇里妥協案》裡美國不得於境內北緯36度30分以北蓄奴的條款。當時所稱的「內布拉斯加」大致上是指密蘇里河以西地域。共和黨正是藉由反內布拉斯加運動中所凝聚的政治力量開始發展。

## 歷史
一眾反內布拉斯加運動的人大多認為，堪薩斯-內布拉斯加法案對1850年的所謂最終妥協案作出了唯利南方的修訂，有悖於密蘇里妥協案中的條款。許多人對於在留給白人自由定居之北境新建蓄奴州的前景是懷有戒心，但禁絕在新獲疆域上推展奴隸制，與自既有的蓄奴州廢奴是全然不同的爭議。而且，在堪薩斯-內布拉斯加法案的反對者中，嚴格意義上的廢奴主義者其實為數不多。
1854年1月的《獨立民主黨人呼籲》公開反對該法案，首度引人關注。美國多地隨後也都出現了「反內布拉斯加」的地方性集結，支持者含括自由土地黨、良知輝格黨、和反對擴張奴隸制的民主黨人等。有些人尋求組織新黨，以求申張抗拒奴隸制擴張的原則；另有一些人則無意捨棄既有的政治立場，僅希望就此事與政治觀點不同的人士結盟，共同反對堪薩斯-內布拉斯加法案。

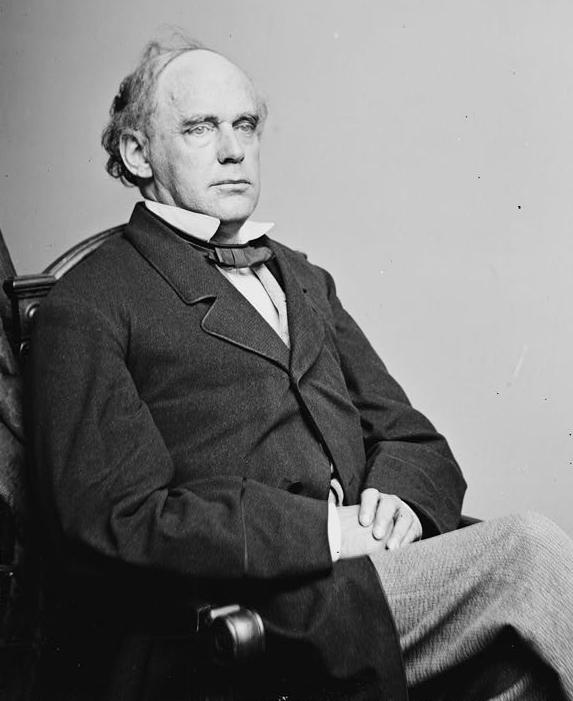
薩蒙·波特蘭·蔡斯

《堪薩斯-內布拉斯加法案》於1854年5月通過後，反對擴張奴隸制的呼聲在北方依然甚囂塵上，且在該法案導致“血濺堪薩斯”後進一步加強。由於輝格黨恰於當時在中央層級上逐漸消散，有些人秉持著反對奴隸制擴張的原則想籌組新黨，但另有一些人想要的是以反移民和反天主教為主的新政黨，兩者互相競爭。「美國黨」，或稱「一無所知黨」，起初看來自輝格黨的瓦解得利最多，但經過各種複雜的政治運作（在地方上或多或少的與「融合黨」結盟），到了1856年，反奴隸制的共和黨——即反內布拉斯加運動的組織性繼承者——成為美國兩大黨之一（參見1856年美國總統選舉）。
薩蒙·波特蘭·蔡斯就是在反內布拉斯加運動中表現搶眼的人物之一。《堪薩斯-內布拉斯加法案》也促成亞伯拉罕·林肯重返政壇，並在伊利諾伊州中部因講論反內布拉斯加運動而大大露臉。

## 進階閱讀
- The Kansas-Nebraska Act and the Rise of the Republican party, 1854-1856 at Abraham Lincoln Historical Digitization Project
- Resolutions of the anti-Nebraska convention at Teach US History